# Štefanová (přírodní památka)
Štefanová je přírodní památka v katastrálním území obce Vrbovce v okrese Myjava v Trenčínském kraji na Slovensku. Území bylo vyhlášeno v roce 1990 a jeho rozloha je 5,48 hektaru. Předmětem ochrany je zbytek luk horského masivu Žalostiné na flyšových sesuvech s cennými společenstvy rostlin, včetně vstavačovitých.